# Panet de pernil i ou
El panet de pernil i ou (xinès: 火腿雞蛋包 o simplement 腿蛋包; portuguès: sanduíche) és un tipus de pasta propi de Hong Kong. Es tracta d'un brioix semblant a un entrepà que conté una làmina d'ou i pernil dolç. També és un menjar típic del Brasil.
Tot i que el farciment del panet de pernil i ou és idèntic al de l'entrepà de pernil i ou, es diferencien pel tipus de pa amb què es fan.
Hi ha dues maneres de fer un panet de pernil i ou. El primer mètode és fer-lo com un sandvitx tallant una obertura al costat del pa torrat i després col·locant-hi el pernil i l'ou; l'altre mètode és enrotllar el pernil i l'ou a daus en la massa abans de coure el pa i coure-ho al forn amb la massa.
El panet de pernil i ou està disponible a la majoria de fleques de Hong Kong i fins i tot alguns restaurants de te. A més a més, es pot trobar a forns de barris xinesos d'arreu del món. Com que el mètode d'elaboració és relativament senzill, el preu és més baix que el d'altres pans farcits.
El gust d'aquest brioix és marcadament satisfactori, per la qual cosa sovinteja en l'esmorzar o te de la tarda de la població hongkonguesa. El contingut calòric del panet de pernil i ou és alt: equival al d'un bol d'arròs.